# Sphoeroides maculatus
Sphoeroides maculatus е вид лъчеперка от семейство Tetraodontidae. Видът не е застрашен от изчезване.

## Разпространение и местообитание
Разпространен е в Канада, САЩ и Сен Пиер и Микелон.
Обитава крайбрежията на полусолени водоеми, морета и заливи в райони с умерен климат. Среща се на дълбочина от 10 до 183 m, при температура на водата от 0,2 до 25,9 °C и соленост 32 – 36,5 ‰.

## Описание
На дължина достигат до 36 cm.